# Ахмед Рауф
Ахмед Рауф (араб. أحمد رؤوف, нар. 15 вересня 1982, Ель-Мінья) — єгипетський футболіст, що грав на позиції нападника, зокрема за національну збірну Єгипту, у складі якої — володар Кубка африканських націй. 

## Клубна кар'єра
У дорослому футболі дебютував 2002 року виступами за команду «Ель-Канах», в якій провів шість сезонів. 
Своєю грою за цю команду привернув увагу представників тренерського штабу клубу «ЕНППІ Клуб», до складу якого приєднався 2008 року. Відіграв за каїрську команду наступні п'ять сезонів своєї ігрової кар'єри.
Згодом провів один рік у складі лівійського «Аль-Іттіхада» (Триполі), після чого з 2014 по 2019 рік грав за каїрський «Аль-Аглі», «Аль-Масрі», «Смуху», «Ваді Дегла», «Петроджет» та «Ель-Ентаґ Ель-Харбі».
Завершував ігрову кар'єру в команді «Петроджет», у складі якої вже виступав раніше. Повернувся до неї 2019 року, захищав її кольори до припинення виступів на професійному рівні у 2020.

## Виступи за збірну
2008 року дебютував в офіційних матчах у складі національної збірної Єгипту.
У складі збірної був учасником розіграшу Кубка конфедерацій 2009 року, а також Кубка африканських націй 2010, де Єгипет здобув титул континентальних чемпіонів, а сам Рауф взяв участь в одній грі турніру.
Загалом протягом чотирирічної кар'єри в національній команді провів у її формі 10 матчів, забивши 1 гол.

## Титули і досягнення
- Володар Кубка африканських націй (1):

2010